# Lợn hoang đảo Celebes
Lợn hoang đảo Celebes (Sus celebensis) là một loài động vật có vú trong họ Suidae, bộ Artiodactyla. Loài này được Müller & Schlegel mô tả năm 1843.
Loài lợn này sinh sống ở Sulawesi ở Indonesia. Chúng sinh sống trong hầu hết các môi trường sống và có thể sống ở độ cao tới 2.500 m (8.000 ft). Nó đã được thuần hóa và giới thiệu đến một số đảo khác ở Indonesia.

## Hình ảnh

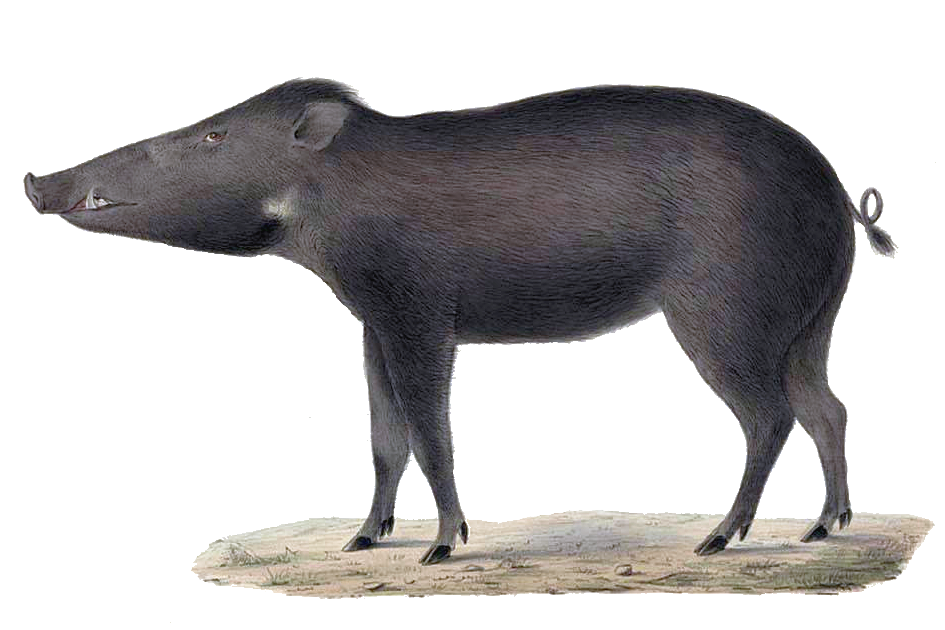
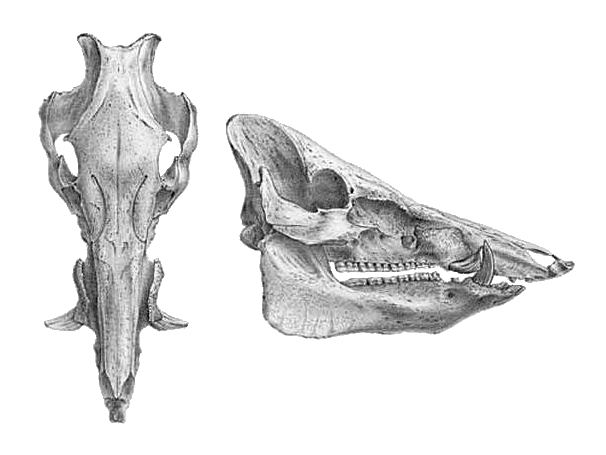